# Haas Ensemble
Haas Ensemble je český smyčcový komorní orchestr, který vznikl v roce 2005 jako Roxy Ensemble. Od roku 2009 je známý pod jménem Komorní orchestr Pavla Haase.

## Historie
Haas Ensemble založil v roce 2005 houslista Radim Kresta jako Roxy Ensemble. Název byl odvozen od klubu Roxy na Dlouhé třídě v Praze, kde orchestr zahajoval svoji činnost. V roce 2009 se ke 110. výročí narození hudebního skladatele Pavla Haase orchestr přejmenoval na Komorní orchestr Pavla Haase, a pod tímto názvem fungoval až do roku 2012, kdy poprvé vystoupil pod označením Haas Ensemble. Hudební spolupráce souboru s Janem Budařem byla zaznamenána na jeho třetím albu z roku 2008. Česká televize odvysílala v kulturním pořadu Terra musica v roce 2011 medailon orchestru.
Orchestr dlouhodobě spolupracuje s dirigentem Tomášem Hanákem, u dirigentského pultu se však vystřídala řada dalších, například Vojtěch Spurný, Jan Kučera nebo Ondřej Vrabec. Vystoupil se sólisty Ivanem Vokáčem, Karlem Dohnalem, Ivanem Ženatým a dalšími.
V repertoáru jsou skladby od doby baroka po soudobé skladby. Nejčastěji orchestr zařazuje skladby 20. století.
Soubor v minulosti vystupoval v tradičních pražských sálech jako je Dvořákova síň Rudolfina, Smetanova síň Obecního domu, České muzeum hudby, Sál Martinů na HAMU, ale i v klubových prostorách. Pořádá vlastní koncertní cyklus, hrál na festivalech Pražské jaro, Dvořákova Nelahozeves,
Pražské premiéry, České doteky hudby, zahajoval s Pražským filharmonickým sborem Svatováclavské slavnosti.

## Diskografie
- Proměna (2008, Edice časopisu Respekt) – album Jana Budaře